# 21512 Susieclary
21512 Susieclary è un asteroide della fascia principale. Scoperto nel 1998, presenta un'orbita caratterizzata da un semiasse maggiore pari a 2,2656370 UA e da un'eccentricità di 0,1268870, inclinata di 4,41313° rispetto all'eclittica.